# Okres Cunta
Okres Cunta (ЦIунтIа) z avarštiny nebo Cuntinskij rajón z ruštiny je horský okres ruské autonomní republiky Dagestán. Administrativním centrem okresu je obec Kidero s 745 obyvateli (2008).

## Charakteristika okresu
Leží v Dagestánu v horách Velkého Kavkazu. Celý okres leží ve vysoké nadmořské výšce nad 1000 m n. m. Obce v okrese jsou obtížně dostupné.
Hranice: na severu sousedí s okresem Cumada, na severovýchodě s okresem Tlarata, na východě s oblastí Bežta, zbytek tvoří hranice s Gruzií, kraj Kachetie.
- Rozloha: 856 km2
- Počet obyvatel: 11 700 obyvatel (2008)
- Obyvatelstvo: výhradně venkovské
- Úřední jazyk: ruština, avarština
- Náboženské vyznání většiny obyvatel: sunnitský islám

Národnostní složení (2008): Didoetské národy (Cezové – 54,9 %, Bežtové – 35,1 %, Hunzibové – 4,8 %, Hinuchové – 2,7 %), Rusové – 1,2 %, ostatní – 2,3 %

### Historie
Cunta byla součástí historického území Didoetie, která od starověku spojovala přes Velký Kavkaz obchodní cesty od Kaspického moře na Blízký východ.
Po druhé světové válce obce Cunty postihlo vysídlovaní do nížin z důvodu stabilizace kavkazských kmenů, které byly viněny z kolaborace s nacistickým Německem.
V dobách Sovětského svazu patřila pod Cuntu oblast Bežta, která je v současnosti na okresu Cunta administrativně nezávislá. Tento fakt komplikuje některé údaje co do velikosti okresu, počtu obyvatel apod. Důvodem rozdělení Cunty bylo komplikované spojení obou částí – území odděluje boční kavkazský Bogoský hřeben. Okres Bežta je proti současnému okresu Cunta přístupnější a hospodářsky rozvinutější.

## Přírodní podmínky

### Vodní toky
Ústředním vodním tokem okresu je Metluda (místně Kitlarta), která je pravým přítokem Andijského Kojsu. Metluda má několik přítoků – Šaitli, Kidero, Sabakunischevi a další. V okrese je několik léčivých pramenů. Režim vodních toků je ovlivněn jarním táním sněhu a v létě srážkami. Minimální průtok bývá v únoru.
V okrese je pět artéských studní (2008). Potrubní doprava pro rozvod pitné vody pochází ze šedesátých let dvacátého století a na řadě míst je v havarijním stavu.
Vodní toky jsou nedostatečně regulované. V okrese je zanedbatelné množství jezů a malých vodních elektráren. Síť podzemních vod není dobře zmapována (2008).
V okrese nebyla v roce 2008 jediná čistírna odpadních vod. Schází kanalizační soustava.

### Podnebí
Podnebí v okrese je kontinentální.
Průměrná teplota v chladném období (listopad–březen) v údolích okolo vodních toků je 0 °C až –2 °C, na horách klesá teplota na –8 °C, průměrná měsíční teplota v chladném období je 2,4 °C. Absolutní minimální teplota je –33 °C. Doba sněhové pokrývky se pohybuje od 20–30 dnů do 150 dnů. Zámrzná výška dosahuje v jílovitých půdách 70 cm.
V teplém období (duben–říjen) se teplota pohybuje od +12 °C do +20 °C, v údolích se dosahuje i +22 °C. Absolutní maximální teplota dosahuje je +35 °C. Průměrná roční teplota v regionu je +4 °C.
Průměrná doba trvání období s teplotou nad +10 °C v údolích je 140–180 dní, v horách méně než 100 dní, na vrcholcích hřebenů průměrné denní teploty 10 °C nedosahují.
Průměrné roční srážky jsou 600mm v údolích a 1000mm v horách. V celém okrese jsou časté silné deště a krupobití.
Průměrná roční rychlost větru není vyšší než 2–3 m·s−1.

### Vegetace
V okrese převládá alpský výškový vegetační systém: supramontánní stupeň, subalpínský, alpínský, nivální. Pro oblast typické smíšené borovicové a břízové lesy leží v subalpínském pásmu. Lesní plocha byla v roce 2008 46 tis. ha.
Dřeviny: borovice eldarská, jeřáb ptačí, střemcha obecná, bříza bělokorá, bříza pýřitá, vrba jíva, dub velkokvětý, jasan ztepilý, habr obecný, topol osika, olše šedá, javor mléč, javor Trautvetterův, buk východní (vzácně), hrušeň Kavkazská (vzácně), jabloň východní (vzácně)
Křoviny: pěnišník kavkazský (ve všech vegetačních pásmech), zimolez kavkazský, rybíz skalní, jalovec polokulovitý, jalovec obecný, brusnice borůvka (ve všech vegetačních pásmech), brusnice brusinka (ve všech vegetačních pásmech), brslen bradavičnatý, dřišťál gruzínský (berberis iberica), skalník celokrajný, kalina tušalaj, ostružiník skalní, lýkovec nahloučený (alpínské pásmo), vrba hrotolistá (alpínské pásmo), šicha kavkazská (alpínské pásmo)
Traviny: hruštička prostřední, hruštička menší, hruštice jednostranná, lipnice hajní, třtina rákosovitá, lipnice dlouhosrstá, chrpa bělavá, linum nervosum, sasanka kavkazská, ostřice lesní, žluťucha smrdutá, kokořík přeslenitý, orlíček, kozinec sladkolistý, kozlík, kodryhel kavkazská (aplínské pásmo), hlaváč (aplínské pásmo), kodryhel hedvábná (aplínské pásmo), kmín kavkazský (aplínské pásmo), jitrocel skalní (aplínské pásmo), pampeliška (aplínské pásmo), zvonek (aplínské pásmo), mochna skalní (aplínské pásmo), vlnice (alpínské pásmo), kozinec (alpínské pásmo), pomněnka alpská (alpínské pásmo), lomikámen (niviální), violka (niviální), pryskyřník (niviální), krtičník (niviální), hluchavka (niviální), pseudovesicaria digitata (niviální), kotlovnik ležačij (niviální) a další byliny jako šťovíček dvoublizný, kuřička, starček, kostřava, psárka, rožec, chudina, hořec, kopyšník, bukvice lékařská, dymnivka, stepnatka, ostřice sazová, hulevník

### Fauna
šelmy – medvěd, vlk, rys, jezevec lesní, kuna skalní, vydra říční, liška
kopytnatci – koza bezoárová, jelen lesní, srnec obecný, prase divoké, kamzík horský
hlodavci – zajíc polní, veverka
ptáci – velekur kavkazský, tetřívek kavkazský, orebice, holub skalní, orlosup bradatý, orel skalní, sup mrchožravý, sup bělohlavý
plazi – zmije levantská, zmije obecná, užovka obojková
ryby – pstruh, parma obecná

### Reliéf
Okres Cunta leží v horách Velkého Kavkazu s výškovými body od 2750 m do 3740 m n. m. Významným vrcholem je Balakuri (3736) na Bogoském hřebenu. Horniny jsou tvořeny pískovci, svory, jíly, slíny, vápenci.
Pro okres jsou typická hluboká údolí, v některých částech jsou srázy hluboké až 400 m.
Endogenní procesy: Cunta se nachází v seizmicky aktivní zóně způsobené tektonickými pohyby zemských desek
Exogenní procesy: na území dochází vlivem přívalovým dešťům k častým sesuvům půdy a osypů, v zimně k lavinám, na území je patrná silná eroze půdy způsobená jak přírodními vlivy (voda, vítr) tak chovem zvířat

### Půda
Půda je v okrese zastoupena hnědými lesními a půdami horských luk. Hnědé lesní půdy převažují ve východní části okresu. Roste na nich borovice a bříza. Obsah humusu v hnědých lesních půdách je 4–6 %. Půdy na horských luk jsou časté ve východní části okresu. Převládá v nadmořské výšce v rozmezí 1200–3500 m n. m. Obsah humusu vysoko v horách je 6–10 %, v nižších částech 2–4 %. Půdy jsou silně erodovány. Eroze půdy dosahuje 75%.

## Hospodářství

### Zemědělství
Zemědělství je jednostranně zaměřeno na chov hospodářských zvířat – ovce, skot, kozy, slepice.
Půdní fond je slabý, půda je málo výnosná. Pěstují se brambory, len, některé obiloviny.
V okrese roste množství léčivých bylin.

### Průmysl
V okrese převládá stavební průmysl. Pro stavební účely se těží pěnovec, který má tmavě šedou barvu. Další surovinou, která se těží je dřevo. V okrese jsou naleziště zlata a stříbra. V křemenných žilách se vyskytují různé druhy krystalů. Těžba těchto surovin je minimální a není dobře zmapovaná.
Potravinářský průmysl je přes svůj potenciál minimální. Prakticky nedochází ve velkém ke zpracování zemědělských produktů pro účely dalšího prodeje. Podobná situace je u textilního průmyslu.
V okrese neexistuje průmysl na zpracování odpadu (2008). Odpad se hází do roklí odkud ho při jarním tání sněhu snese voda do nížin.
V okrese nevede teplovod ani plynovod. Vytápění podniků a domácností je pomocí pevných paliv, což zhoršuje životní prostřední.
V okrese jsou dvě rozvodny elektrické energie — Kidero, Šauri

### Demografie
Okres Cunta je hornatá a nepřístupná oblast Dagestánu s drsnými klimatickými podmínkami pro život. Jde o hraniční území Ruské federace a pro obyvatele tato situace do značné míry nese problémy. V okrese jsou nepřístupné hraniční zóny s vysokým počtem vojenských posádek. Spojení se sousední Gruzií je po zemi možné pouze chůzí.
Situace okresu se vyznačuje nízkou úrovní rozvoje v ekonomické a sociální sféře, nepříznivou demografickou situací co to počtu populace v produktivním věku. Cílem lidí v produktivním věku bývají kutany v nížinách spravované samotným okresem. K úbytku obyvatel i přes silnou migraci nedochází vlivem vysokého přírůstku nově narozených.

### Doprava
Silniční doprava v okrese Cunta je na nízké úrovni. Důvodem jsou nevyhovující cesty, které vedou podél říčních toků. Cesty jsou na řadě míst bez pohonu všech čtyř kol neprůjezdné. K vysokohorským obcím vede často jen pěší cesta. Páteřní silnice spojuje obce Kidero-Šauri-Tlacuda. Spojení do sousedních okresů je komplikované. V zimně brání dopravě návaly sněhu a v letních měsících přívalové deště a z nich plynoucí sesuvy půdy.
Celková délka silnic činí 112 km, z toho délka asfaltové silnice činí 25 km. Zbytek tvoří zpevněné stěrkové silnice a horské cesty. Podle ruské klasifikace silnic jsou silnice v okrese klasifikovány stupněm 4. V okrese je 19 tunelů a 26 mostů (2008). Nejznámějším mostem je most Čaran u obce Cibari.
Alternativou k cestní dopravě je doprava vrtulníkem.
V okrese Cunta není letiště a nevede železnice.
Z okresu nevede hraniční přechod do Gruzie.

### Turismus
Turismus je na nízké úrovni. Potenciál pro rekreování je veliký, avšak v okrese nejsou rekreační zařízení nebo větší hotely. Vedle vysokohorské turistiky, ekoturismu a adrenalinových sportů je oblast Cunty zajímavá pro lov a rybolov.
K rozvoji turismu brání slabá infrastruktura, povědomí obyvatel o možnostech (know-how) a především vnitřní spory. Obyvatelé Cunty řeší své spory často radikálním způsobem. Do okresu je omezený přístup jen na základě žádosti od úřadů bezpečnostních služeb.
Přírodní památky v okrese nejsou dobře popsány a prezentovány. V okrese nejsou chráněná území. Na území je bezpočet loveckých stezek, několik desítek strážních, signálních, obranných věží.

## Školská a zdravotnická zařízení

### Školství
Podle údajů z roku 2008 bylo v okrese 16 předškolských zařízení a 43 škol. Zařízení pro výuku jsou zastaralá, budovy ve kterých školy sídlí jsou často v dezolátním stavu.

### Zdravotnictví
Centrální okresní nemocnice je v Šauri. Další nemocnice je v Kitlartě se 17 lůžky. V administrativním centru Kidero je ambulantní klinika. Zdravotnická zařízení jsou zastaralá.

## Seznam obcí
Centrem okresu je obec Kidero. Subcentry jsou obce Šauri a Kitlarta.
Okres Cunta tvoří celkem 8 vesnických okresů:
| Vesnický okres | Obce       | Počet obyvatel (2008) | Zařízení                          | Dostupnost   | Ohrožení                                                            |
| -------------- | ---------- | --------------------- | --------------------------------- | ------------ | ------------------------------------------------------------------- |
| Kidero         | Kidero     | 745                   | ambulance, sportovní škola, pošta | odlehlá obec | sesuvy půdy                                                         |
| Kidero         | Cunta      | ?                     | —                                 | odlehlá obec | sesuvy půdy, silnice do Mokoku                                      |
| Kidero         | Gutatli    | 334                   | —                                 | odlehlá obec | sesuvy půdy, silnice do Mokoku                                      |
| Kidero         | Zechida    | 447                   | —                                 | odlehlá obec | sesuvy půdy                                                         |
| Kidero         | Genuch     | 525                   | —                                 | odlehlá obec | sesuvy půdy, sesuv osypů                                            |
| Kimijatli      | Retlob     | 380                   | ambulance, sportovní hala         | odlehlá obec | —                                                                   |
| Kimijatli      | Kimijatli  | 461                   | —                                 | odlehlá obec | —                                                                   |
| Kimijatli      | Čalijach   | 275                   | —                                 | odlehlá obec | —                                                                   |
| Kimijatli      | Icirach    | 142                   | —                                 | odlehlá obec | sesuvy půdy na silnici do Cibari                                    |
| Terutli        | Terutli    | 245                   | sportovní hala                    | odlehlá obec | —                                                                   |
| Terutli        | Asach      | 24                    | —                                 | odlehlá obec | —                                                                   |
| Terutli        | Akdy       | 126                   | —                                 | odlehlá obec | —                                                                   |
| Terutli        | Ča'atli    | 70                    | —                                 | odlehlá obec | sesuv osypů                                                         |
| Terutli        | Genazoch   | 15                    | —                                 | odlehlá obec | —                                                                   |
| Terutli        | Icha       | 24                    | —                                 | odlehlá obec | —                                                                   |
| Terutli        | Machalotli | 320                   | —                                 | odlehlá obec | —                                                                   |
| Terutli        | Udok       | 157                   | —                                 | odlehlá obec | —                                                                   |
| Terutli        | Chora      | 25                    | —                                 | odlehlá obec | —                                                                   |
| Terutli        | Cochok     | 101                   | —                                 | odlehlá obec | —                                                                   |
| Terutli        | Šija       | 73                    | —                                 | odlehlá obec | —                                                                   |
| Tlacuda        | Tlacuda    | 460                   | sportovní hala                    | odlehlá obec | —                                                                   |
| Tlacuda        | Mitluda    | 78                    | —                                 | odlehlá obec | —                                                                   |
| Tlacuda        | Sagada     | 511                   | —                                 | odlehlá obec | sesuv osypů                                                         |
| Tlacuda        | Chamajitli | 80                    | —                                 | odlehlá obec | sesuvy půdy na silnici do Šauri                                     |
| Chibijatli     | Chibijatli | 152                   | —                                 | odlehlá obec | —                                                                   |
| Chibijatli     | Vicijatli  | 187                   | —                                 | odlehlá obec | —                                                                   |
| Chibijatli     | Chupri     | 574                   | —                                 | odlehlá obec | sesuvy půdy                                                         |
| Chibijatli     | Elbok      | 142                   | —                                 | odlehlá obec | —                                                                   |
| Šajitli        | Genijatl   | 219                   | sportovní hala                    | odlehlá obec | —                                                                   |
| Šajitli        | Kituri     | 440                   | —                                 | odlehlá obec | —                                                                   |
| Šajitli        | Šajitli    | 649                   | —                                 | odlehlá obec | —                                                                   |
| Šapich         | Šapich     | 321                   | sportovní hala, pošta             | odlehlá obec | —                                                                   |
| Šapich         | Chutrach   | 662                   | —                                 | odlehlá obec | —                                                                   |
| Šapich         | Kitlarta   | 236                   | nemocnice                         | odlehlá obec | —                                                                   |
| Šapich         | Chalach    | 59                    | —                                 | odlehlá obec | —                                                                   |
| Šapich         | Cicimach   | 90                    | —                                 | odlehlá obec | —                                                                   |
| Šauri          | Mokok      | 690                   | sportovní hala, pošta             | odlehlá obec | sesuvy půdy a osypů na silnici do Gutatli, Šauri, Cibari a Icirachu |
| Šauri          | Berich     | 135                   | —                                 | odlehlá obec | —                                                                   |
| Šauri          | Galatli    | 26                    | —                                 | odlehlá obec | —                                                                   |
| Šauri          | Chuntli    | 27                    | —                                 | odlehlá obec | —                                                                   |
| Šauri          | Chetoch    | 38                    | —                                 | odlehlá obec | —                                                                   |
| Šauri          | Chebatli   | 450                   | —                                 | odlehlá obec | —                                                                   |
| Šauri          | Azilta     | 140                   | —                                 | odlehlá obec | —                                                                   |
| Šauri          | Chonoch    | 25                    | —                                 | odlehlá obec | —                                                                   |
| Šauri          | Cibari     | 423                   | —                                 | odlehlá obec | sesuvy půdy na silnici do Mokoku a Icirachu                         |
| Šauri          | Cechok     | 96                    | —                                 | odlehlá obec | —                                                                   |
| Šauri          | Šauri      | 260                   | okresní nemocnice, pošta          | —            | sesuvy půdy na silnici do Chamajitli a Mokoku                       |

Okres Cunta administrativně spravuje oblasti (kutany) v jiných okresech. Původně se jednalo zimoviště pro hospodářská zvířata v níže položených částech Dagestánu. V současné době jsou celoročně osídlena migrujícími horaly z Cunty a Bežty.
| Okres         | Kutany         |
| ------------- | -------------- |
| Babajurtovský | Achajotar      |
| Babajurtovský | Ači-čungur     |
| Babajurtovský | Šava           |
| Babajurtovský | 40 let Okťabra |
| Kizljarský    | Komar-Chutor   |